# 维多利亚·阿扎伦卡
维多利亚·费奥多罗芙娜·阿扎伦卡（羅馬化：Victoria Fyodarauna Azarenka，1989年7月31日—），白俄羅斯女子網球運動員，單打最高世界排名第一，兩座大滿貫得主。
阿扎伦卡生于苏联白俄罗斯明斯克，曾就学于著名的美国尼克网球学校。她亦是当今女子网球选手中「吼叫派」风格的标志性人物之一。
阿扎伦卡技术风格原为攻击型底线相持打法，由于力量不足，一直无法取得好成绩。尤其在大满贯比赛中，经常输给沙蓮娜·威廉絲、李娜等攻击力更强的球手。在2011年，阿扎伦卡聘请了原俄罗斯球手兹沃纳列娃的教练，在打法上加强了防守的质量，底线打法趋于防守反击。自2011年温网闯入四强以来，成绩稳步提升。终于在2012年澳网比赛中先后战胜前赛会冠军克里斯特尔斯、莎拉波娃登顶冠军，成为年纪相仿同期选手中目前成就最高的一位。
2012年澳洲網球公開賽，阿扎伦卡获得女子单打冠军，成为白俄罗斯第一位获得大满贯单打桂冠的女子网球选手；同时她的单打世界排名首次登顶，成為歷來第二十一位登上WTA单打世界排名第一的球手。并在2012年开季連奪四個巡迴賽冠軍（悉尼、澳網、多哈、印第安泉皇冠賽），並创下26连胜的惊人佳绩，相当强势，直到迈阿密皇冠赛八强中输给法國選手，终止了连胜纪录，之後2012年溫布頓網球錦標賽進入四強，並在2012年美國網球公開賽奪得亞軍。並在2013年澳洲網球公開賽，成功蝉联女子單打冠軍。

## 大滿貫

### 女單冠軍（2）
| 年份 | 比賽 | 場地 | 決賽對手 | 對手國籍 | 勝方比分      |
| ---- | ---- | ---- | -------- | -------- | ------------- |
| 2012 | 澳網 | 硬地 | 莎拉波娃 | 俄羅斯   | 6–3、6–0      |
| 2013 | 澳網 | 硬地 | 李娜     | 中國     | 4–6、6–4、6–3 |

### 女單亞軍（3）
| 年份 | 比賽 | 場地 | 決賽對手        | 對手國籍 | 勝方比分       |
| ---- | ---- | ---- | --------------- | -------- | -------------- |
| 2012 | 美網 | 硬地 | 塞雷娜·威廉姆斯 | 美國     | 6–2、2–6、7–5  |
| 2013 | 美網 | 硬地 | 塞雷娜·威廉姆斯 | 美國     | 7–5、66–7、6–1 |
| 2020 | 美網 | 硬地 | 大坂直美        | 日本     | 1–6、6–3、6–3  |

## WTA巡迴賽

### 女單冠軍（21）
- 2009年（3）- 布里斯班國際賽、孟菲斯（Cellular South Cup / 美國國家室內錦標賽）、邁阿密皇冠賽（新力愛立信公開賽）
- 2010年（2）- 美國史丹福（西部銀行經典賽）、莫斯科（克里姆林盃）
- 2011年（3）- 邁阿密皇冠賽（新力愛立信公開賽）、西班牙馬貝拉（Andalucia Tennis Experience）、盧森堡城（BGL盧森堡公開賽）
- 2012年（6）- 悉尼（Apia雪梨國際賽）、澳網、多哈（卡塔爾女子公開賽）、印第安泉皇冠賽（巴黎銀行公開賽）、北京（中國公開賽）、奧地利林茨（Generali女子賽）
- 2013年（3）- 澳網、多哈（卡塔爾女子公開賽）、辛辛那堤超五賽（西南財團公開賽）
- 2016年（3）- 布里斯班國際賽、印第安泉皇冠賽（巴黎銀行公開賽）、邁阿密皇冠賽（Itaú 銀行邁阿密公開賽）
- 2020年（1）- 辛辛那堤超五賽（西南財團公開賽）

## 外部連結
- 维多利亚·阿扎伦卡的国际女子网球协会官方資料（英文）
- 维多利亚·阿扎伦卡的國際網球總會 職業／青少年 官方資料（英文）
- Fed Cup - Player profile - Victoria AZARENKA (BLR) （页面存档备份，存于）
- 维多利亚·艾沙蘭卡在澳洲網球公開賽的個人檔案 （页面存档备份，存于）
- 维多利亚·艾沙蘭卡在奧林匹克運動會的個人檔案 （页面存档备份，存于）
- 官方网站
- 主題 - 維多利亞·阿扎倫卡 由 YouTube 自動產生 （页面存档备份，存于）
- 艾沙蘭卡的官方粉絲專頁 （页面存档备份，存于）
- 维多利亚·阿扎伦卡的X（前Twitter）